# Gacana
Gacana är ett vattendrag i Burundi.   Det ligger i provinsen Karuzi, i den centrala delen av landet, 70 kilometer öster om huvudstaden Bujumbura.
Omgivningarna runt Gacana är en mosaik av jordbruksmark och naturlig växtlighet. Runt Gacana är det ganska tätbefolkat, med 239 invånare per kvadratkilometer.